# Daisuke Saitō (ur. 1980)
Daisuke Saitō (jap. 斉藤 大介 Saitō Daisuke; ur. 29 sierpnia 1980) – japoński piłkarz występujący na pozycji pomocnika.

## Kariera klubowa
Od 1999 do 2016 roku występował w klubach Kyoto Sanga FC, Vegalta Sendai, Tokushima Vortis i Tochigi SC.